# David Rosenmann-Taub
 (octobre 2023).
Si vous disposez d'ouvrages ou d'articles de référence ou si vous connaissez des sites web de qualité traitant du thème abordé ici, merci de compléter l'article en donnant les références utiles à sa vérifiabilité et en les liant à la section « Notes et références ».
Œuvres principales
Cortejo y Epinicio, El cielo en la fuente, Quince, El Mensajero
David Rosenmann-Taub, né le 3 mai 1927 à Santiago et mort le 11 juillet 2023, d'origine chilienne, est poète, musicien et dessinateur.

## Biographie
Son talent précoce pour la littérature et la musique a été reconnu et encouragé très tôt par son père, polyglotte, et sa mère, pianiste virtuose. Elle a commencé à lui apprendre le piano quand il avait deux ans, et à neuf ans, il donnait déjà des leçons à des élèves. Il s'est mis très jeune à écrire de la poésie: à dix-huit ans, son premier livre, un long poème intitulé "El Adolescente"  (écrit quatre ans auparavant), a été publié dans une revue littéraire.
Il a terminé ses études à l'Université du Chili en 1948. Cette même année il a reçu le prix du Syndicat des Écrivains pour son premier livre de poésie, "Cortejo y Epinicio". Le livre reçoit un accueil
enthousiaste de la presse, et notamment un article très élogieux d'Alone (Hernán Díaz Arrieta), le critique littéraire le plus célèbre de l'époque au Chili. Ensuite, en l'espace de trente ans, Rosenmann-Taub a publié plus que dix livres de poésie, parmi lesquels "Los Surcos Inundados" (Les Sillons Inondés), "La Enredadera del Júbilo" (La Vigne de l’Allégresse), "Los Despojos del Sol" (Les Dépouilles du Soleil), and "El Cielo en la Fuente" (Le Ciel dans la Fontaine). "Los Surcos Inundados" a obtenu le Prix Municipal de la Poésie, l'équivalent au Chili du Prix Goncourt. Sa poésie a suscité l'admiration d'auteurs aussi divers que Witold Gombrowicz, Victoria Ocampo, et Francis de Miomandre.
En 1976, il a entrepris de voyager en Amérique latine, en Europe et aux États-Unis, où il a donné des conférences sur la poésie, la musique, et l'esthétique. Il s'est établi aux États-Unis en 1985. Depuis 2002 ses œuvres ont de nouveau été publiées au Chili, conjointement avec des rééditions de ses écrits antérieurs. Armando Uribe, lauréat du Prix National Chilien de Littérature en 2004, a qualifié Rosenmann-Taub de "poète vivant le plus important et le plus profond de toute la langue espagnole."

## L'œuvre poétique
- Cortejo y Epinicio (Cruz del Sur, 1948)
- Los Surcos Inundados (Cruz del Sur, 1951)
- La Enredadera del Júbilo (Cruz del Sur, 1952)
- Los Despojos del Sol (Esteoeste, 1976)
- Al Rey Su Trono (Esteoeste, 1983)
- Cortejo y Epinicio (LOM, 2002),  (ISBN 956-282-493-4)
- El Mensajero (LOM, 2003),  (ISBN 956-282-594-9)
- El Cielo en la Fuente/La Mañana Eterna (LOM, 2004),  (ISBN 956-282-634-1)
- País Más Allá (LOM, 2004),  (ISBN 956-282-691-0)
- Poesiectomía (LOM, 2005),  (ISBN 956-282-789-5)
- En un lugar de la Sangre (Mandora, 2006),  (ISBN 978-0-9824718-0-7)
- Los Despojos del Sol (LOM, 2006),  (ISBN 956-282-810-7)
- Auge (LOM, 2007),  (ISBN 956-282-887-5)
- Quince (LOM, 2008),  (ISBN 956-282-974-X)
- La Opción (LOM, 2011),  (ISBN 978-956-00-0228-0)
- La noche antes (LOM, 2013),  (ISBN 978-956-00-0412-3)
- El Zócalo (LOM, 2013),  (ISBN 978-956-00-0420-8)
- Cortejo y Epinicio: la tetralogía (LOM, 2013),  (ISBN 978-956-00-0419-2)
- Los Surcos Inundados (LOM, 2014),  (ISBN 978-956-00-0563-2)
- Oó,o (Pre-Textos, 2015),  (ISBN 978-84-16453-24-5)
- Trébol de Nueve (LOM, 2016),  (ISBN 978-956-00-0645-5)
- Alm-ería (Pre-Textos, 2017),  (ISBN 978-84-16906-37-6)
- Jornadas (LOM, 2018),  (ISBN 978-956-00-1034-6)
- Glosa (Mandora, 2020),  (ISBN 978-0-9824718-2-1)
- Tílimtilín (LOM, 2021),  (ISBN 978-956-00-1471-9)

## Anthologies
- Me incitó el espejo (DVD, 2010),  (ISBN 978-84-92975-10-5)
- El horizonte cruza la casa (La Abeja de Perséfone, 2011),  (ISBN 978-607-487-350-4)
- Multiverso (Mansalva, 2012),  (ISBN 978-987-1474-62-2)
- El duelo de la luz (Pre-Textos, 2014),  (ISBN 978-84-15894-30-8)

## Traductions
- Quince (Bengali) (2010),  (ISBN 978-81-920265-0-3)
- E poi, il vento (Italien) (2010),  (ISBN 978-88-86897-51-8)
- Cortège et Épinicie (Français) (2011),  (ISBN 978-2-36229-020-6)
- Antes que a luz trema (Portugais) (2013),  (ISBN 978-989-643-109-9)
- Il Plinto (Italien) (2017),  (ISBN 978-88-6087-983-7)

## L'œuvre musicale
- Dagger of Life (1994) - piano et synthétiseur
- En un lugar de la Sangre (1997) - piano
- Fuegos naturales, I-III (1997) - piano solo, duo, trio et quatuor
- Sonatinas de amistad, I-IV (1997) - piano duo
- Selecciones (2008) - piano et synthétiseur
- Conversaciones (2010) - piano
- En un lugar de la Sangre (2013) - piano
- Primavera sin fin (2018) - piano, bongo, et synthétiseur